# Intervalo (revista)
Intervalo fue una revista de historietas publicada en la Argentina por Editorial Columba desde 1945 hasta 1967. Continuó hasta el año 2000 en forma de anuarios y álbumes.

## Trayectoria

### Revista (1945-1967)
Intervalo, cuyo primer número apareció el viernes 13 de abril de 1945, comenzó publicando adaptaciones de obras literarias realizadas por dibujantes como Hugo D’Adderio, Arturo y Jorge Pérez del Castillo, Athos Cozzi o Enrique Rapela. Incluía series de continuará, como las siguientes:
| Años  | Números | Título            | Guionista         | Dibujante         |
| ----- | ------- | ----------------- | ----------------- | ----------------- |
| 1945- |         | Buz Sawyer        | Roy Crane         | Roy Crane         |
|       |         | Dixie Dugan       | J. P. McEvoy      | John H. Striebel  |
|       |         | Cairo Jones       |                   | Bob Oksner        |
|       |         | Mary Worth        | Allen Saunders    | Ken Ernst         |
|       |         | Suicidola         | Eduardo Linage    | Eduardo Linage    |
|       |         | Jeff Cobb         | Pete Hoffman      | Pete Hoffman      |
|       |         | Lesley Shane      | Oliver Passingham | Oliver Passingham |
| 1956  |         | Deuda de sangre   | Roberto Valenti   | Daniel Haupt      |
| 1956  |         | Beatriz Montalbán | Roberto Valenti   | Jorge Letteri     |

Su último número, el 1137, se publicó en julio de 1967.

### Álbumes y anuarios (1953-2000)
Después del cierre de la revista, continuaron apareciendo álbumes con series fijas:
| Años            | Números | Título                            | Guionista                 | Dibujante                                                            |
| --------------- | ------- | --------------------------------- | ------------------------- | -------------------------------------------------------------------- |
| 1968            |         | Mi novia y yo                     | Robin Wood                | Carlos Vogt                                                          |
| 1971-1996       |         | Cuentos de Almejas                | Pedro M. Mazzino          | Carlos Vogt, Pascual, Alfredo Falugi, López Llanos                   |
| 1976-1994       |         | Gente de Blanco                   | José Luis Arévalo         | Marcos Adan, Enio                                                    |
| 1979-1988       |         | Helena                            | Robin Wood                | García Seijas                                                        |
| 1983-1990       |         | Informe sobre la vida             | José Luis Arévalo         | David Mangiarotti                                                    |
| 1983-1998       |         | Taggart                           | Mario Galván              | Eduardo Risso, Lito Fernández, Carlos Gómez, Miguel Castro Rodríguez |
| 1984-1988       |         | La tía Tila                       | Osvaldo Arregui           | Daniel Haupt                                                         |
| 1985-1992       |         | Clasificados                      | José Luis Arévalo         | Alfredo Falugi, Gerardo Canelo, Pascual, Miguel Castro Rodríguez     |
| 04/-05/1988     |         | Las manos llenas de diamantes     | Robin Wood                | Lito Fernández                                                       |
| 1988-1996       |         | Ella, la Mujer                    | Ricardo Ferrari           | Alfredo Falugi, Percy Ochoa                                          |
| 12/1988-04/1989 |         | La actriz                         | Héctor Alba               | Alfredo Falugi                                                       |
| 1988-1989       |         | Mujeres del Zodíaco               | Pedro M. Mazzino          | Varios                                                               |
| 1988-1989       |         | ¡Taxi...!                         | José Luis Arévalo         | Lito Fernández                                                       |
| 1989-1996       |         | Cuentos del Emir                  | José Luis Arévalo         | Martha Barnes                                                        |
| 1990-1994       |         | Ronald Colby                      | Pedro M. Mazzino          | Miguel Castro Rodríguez                                              |
| 1990-1997       |         | Radford                           | Blas Crown                | Daniel Haupt                                                         |
| 11-12/1990      |         | Conquistaré Nueva York            | Paula Marín               | Alfredo Falugi                                                       |
| 12/1991-02/1992 |         | Todos los trenes de Alemania      | Robin Wood                | Emiliano Parmiggiani                                                 |
| 1991-1992       |         | Hombres del Zodíaco               | Paula Marín               | Varios                                                               |
| 1992-1995       |         | Saxo                              | Emilio Pino               | Marcos Adan                                                          |
| 04-07/1992      |         | Se busca una secretaria           | Robin Wood                | Carlos Vogt                                                          |
| 09-12/1992      |         | Las aventuras de "Tiburón" Barker | Robin Wood                | Alfredo Falugi                                                       |
| 01-04/1993      |         | Los salvajes niños de la memoria  | Robin Wood                | Percy Ochoa                                                          |
| 08-11/1993      |         | Los amantes de la eternidad       | Armando Segundo Fernández | Lito Fernández                                                       |
| 09-12/1993      |         | Historia de Soledad               | Ricardo Ferrari           | Percy Ochoa                                                          |
| 1993-2000       |         | Amanda                            | Robin Wood                | Alfredo Falugi                                                       |
| 1993-1997       |         | Teenagers                         | Virginia Lang             | Laura Gulino                                                         |
| 09/1993-02/1995 |         | La Egipcia                        | Ricardo Ferrari           | Sergio Mulko                                                         |
| 1993-1995       |         | Matador                           | Gustavo Amézaga           | Gerardo Canelo                                                       |
| 01-04/1994      |         | Historia de Carlos                | Ricardo Ferrari           | Percy Ochoa                                                          |
| 04-06/1994      |         | Lirio Blanco                      | Armando Segundo Fernández | Silvestre Szilagyi                                                   |
| 07-08/1994      |         | Suburbio                          | Yardo                     | Silvestre Szilagyi                                                   |
| 1994            |         | La Gorda                          | Ricardo Ferrari           | Patricia Breccia                                                     |
| 09-1994/01-1995 |         | La Usurpadora                     | Virginia Lang             | Carlos Vogt                                                          |
| 12/1994-03/1995 |         | La Enemiga                        | Rocío Fernández           | Martha Barnes                                                        |

Para sus contratapas, Mario Ciurca realizó retratos de estrellas de Hollywood.